# Shah
Shah (persisk: شاه) er det persiske ord for konge og anvendtes af de tidligere herskere i Persien (det nuværende Iran) og det Persiske Rige. Ordet har samme etymologi som ordet skak.

## Historie
“Shah” var titlen på persiske konger, inklusiv det akhæmenidiske dynasti (557 f.Kr. – 331 f.kr) som samlede Persien og skabte et stort interkontinentalt rige, der varede indtil Alexander den Stores erobring af riget. De akhæmenidske herskeres fulde titel var xšāyaθiya xšāyaθiyānām, "kongernes konge" sammenligneligt med det mellem persiske šāhān šāh, hvilket oversat betyder "kongers konge", og moderne persisk shāhanshāh (شاهنشاه). På oldgræsk blev dette oversat "βασιλεύς τῶν βασιλέων (basileus tōn basiléōn)", "kongernes konge" rangerende på niveau med en kejser. Det indiske modstykke til shahanshah var rajadhiraja eller kshetra-pati (i retning af Padishah). Begge dele blev ofte forkortet til deres grundstamme, shah hhv. basileus.
På engelsk kan ordets brug som titel for den persiske konge spores tilbage til 1564 som "shaw" (eller shaugh). Gennem dets arabiske form (også shah) dannede det grundlaget for det vestlige ord skak og skakmat (eng: chess og check som i check mate).
På vestlige sprog bliver begrebet shah ofte brugt som en upræcis gengivelse af shāhanshāh (kongernes konge). Ofte forkortet til shah er det blot et begreb, der dækker over betegnelsen for en iransk monark. Ordet er blevet brugt af de fleste tidligere regenter over de iranske riger, og mange nationaliteter af iransk oprindelse, eller under kulturel indflydelse.